# Пара (притока Оки)
Пара (рос. Пара) — річка в Росії, протікає в основному в Рязанській області (Сараєвський, Сапожковський, Путятинський і Шиловський райони), тільки декілька перших кілометрів у Тамбовській області (Сосновський і Моршанський райони). Гирло річки знаходиться за 556 км на правому березі річки Ока. Довжина річки становить 192 км, площа сточища 3590 км.
Тече на північ по Оксько-Донській рівнині. Живлення переважно снігове. Замерзає у листопаді, розкривається у квітні.

### Притоки (км від гирла)
- 22 км: Ібреда (лв)
- 62 км: Пісочинка (лв)
- 77 км: Пожва (лв)
- 99 км: Ширино (пр)
- 114 км: Унгор (пр)
- 122 км: Алешина (лв)
- 126 км: Верда (лв)
- 129 км: Біла (пр)
- 136 км: Грязна (лв)